# Straco
Straco este o companie de construcții din România, controlată de frații Alexandru și Traian Horpos.
A fost înființată în anul 2003.
Cifra de afaceri:
- 2010: 50 milioane euro[4]
- 2009: 160 milioane lei[5]
- 2003: 0,5 milioane euro[4]